# Emma Morano
Emma Morano (Civiasco, 29 de novembre de 1899 - Pallanza, 15 d'abril de 2017) fou una supercentenària italiana que visqué 117 anys i 137 dies. Va ser l'última persona amb vida nascuda en la dècada de 1890.
D'aquells l'edat dels quals ha estat verificada pel Gerontology Research Group, Morano va ser la persona viva més vella del món des de la mort de Susannah Mushatt Jones el 12 de maig de 2016 (amb 116 anys i 311 dies) i la persona viva més gran d'Europa des de la mort de Maria Redaelli el 2 de abril de 2013 (amb 113 anys i 364 dies). Va ser la persona nascuda a Itàlia més longeva de tots els temps quan va superar l'edat de Dina Manfredini (115 anys i 257 dies). Junt amb Jeanne Calment (122 anys i 164 dies) va ser l'única europea que ha arribat als 116 anys.

## Biografia
Emma Martina Luigia Morano va néixer el 29 de novembre de 1899 a Civiasco (Vercelli), filla de l'italià Giovanni Morano i de la suïssa Matilde Bresciani, sent la gran de vuit germans (cinc noies i tres nois). Diversos membres de la família com la seva mare, la seva tia i algunes de les seves germanes van arribar a viure 90 anys i una de les germanes, Angela Morano (1908 - 2011), va morir als 102 anys.
Quan era una nena la seva família es va mudar de Valsesia cap a Villadossola, ja que el seu pare havia aconseguit una feina en una fàbrica d'acer. A principis del segle xx, la seva família habitava una de les cases d'obrers. Ella va començar a treballar a l'edat de tretze anys en el Jutificio Ossolano, una fàbrica de jute on es dedicava a realitzar sacs de nou metres amb una màquina de cosir. En aquesta època va festejar amb un noi anomenat Augusto i es van prometre, però aquest va anar a la guerra a lluitar amb els alpini i mai en va tornar a saber res. En realitat, com demostra el número del mes de març de 2014 de la publicació italiana L'Alpino, el noi va tornar ferit del front, però no va ser capaç de trobar-la perquè mentrestant ella s'havia mudat; la guerra i el clima insalubre van obligar la seva família a traslladar-se a viure a un lloc amb un clima més benigne, per la qual cosa se'n van anar a viure al Llac Maggiore, a Pallanza. Al mudar-se va trobar feina al Jutificio Maioni, del mateix amo que el Justificio Ossolano.
A l'octubre de 1926 es va casar amb Giovanni Martinuzzi (1901 - 1978), i el 1937 va néixer el seu únic fill, Angelo, però va morir sis mesos després. El matrimoni no va ser feliç, sobretot pels repetits casos de maltractament, motiu pel qual el 1938 Morano va decidir separar-se del seu marit, fent-lo fora de casa. Tot i això, el matrimoni mai es va divorciar.
Fins a 1954, va treballar a la Justificio Maioni. Posteriorment va treballar com a cuinera en el Collegio Santa Maria, un col·legi marianista de Verbania, fins que es va jubilar als 75 anys.

## Supercentenària
En 2011, Morano va rebre una vista de l'investigador estatunidenc James Clement, involucrat en un estudi mundial dirigit per George Church per al Harvard Medical School de Boston, per a estudiar a través d'anàlisis de l'ADN el secret de la seva longevitat. Al desembre de 2011, va ser condecorada amb l'Orde al Mèrit de la República Italiana pel president Giorgio Napolitano.
Als seus 113 anys Emma Morano encara vivia sola, convertint-se en la primera supercentenaria que ha residit sola fins a aquesta edat.

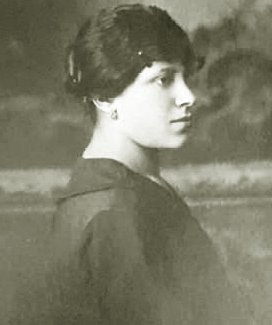
Emma Morano de jove

Durant el seu 114è aniversari, va concedir una breu entrevista televisiva al programa La vita in diretta de la RAI, on es van confirmar les seves excel·lents condicions de salut. Fins i tot el seu metge de família va confirmar que les anàlisis periòdiques de Morano eren normals, i va recordar com la dona, al llarg dels gairebé 30 anys en què ell li prestava l'atenció mèdica, mai havia fet ús de medicaments, excepte en un parell de situacions. També va rebre el prefetto de Verbano-Cusio-Ossola, Francesco Russo, amb un missatge de felicitació del President de la República.
Quan va celebrar el seu 115è aniversari, Emma va deixar de residir sola i va començar a tenir assistència i les visites dels seus nebots diàriament. Quan se li va preguntar sobre el secret de la seva longevitat, Morano va dir que mai havia consumit medicaments, menjava tres ous al dia, bevia un got de grappa casolà i menjava xocolata de tant en tant, però, per sobre de tot, pensava positivament sobre el futur. El viceprefetto de Verbano-Cusio-Ossola, Michele Basilicata, li va portar el missatge de felicitació de costum del cap d'estat. A inicis del 2015, el New York Times va incloure una petita biografia d'ella i els seus hàbits alimentaris. Al maig d'aquest mateix any se li va lliurar la primera medalla encunyada titulada «Expo Dones», i amb motiu del seu 115è aniversari, va rebre una gran targeta de felicitació (un metre per un metre i mig) publicat per la ballarina Carla Fracci, ambaixadora de l'Expo 2015, amb «tots els bons desitjos del món a la increïble Emma» i una invitació oficial a l'exposició universal.
A finals de novembre del 2015, va celebrar els seus 116 anys acompanyada dels seus éssers estimats, periodistes, persones de la comunitat i televisions italianes i estrangeres. A més de la visita de la batllessa Silvia Marchionini, rebé del Vicari Episcopal Roberto Salsa, el pergamí amb la benedicció apostòlica solemne del Papa Francesc i el primer exemplar de la placa del Pelegrí de l'any mil, que es distribueix als participants més grans del Jubileu de la Misericòrdia. El viceprefetto d'Alessandria Gaetano Llosa, li va lliurar el missatge del president de la República, Sergio Mattarella amb les següents paraules:
| « | Desitjo felicitar-la per l'assoliment excepcional, mai abans aconseguit per un italià, dels 116 anys de vida. En aquesta feliç circumstància, en nom de tots els italians, li dono les més càlides salutacions i li envio els meus millors desitjos. | » |

Morano, en resposta a tots els que li van preguntar com estava, va dir:
| « | Estic bé, estic bé. I sempre que em vagi bé em quedaré aquí amb vosaltres. | » |

El 2016, la seva longevitat va despertar l'interès dels mitjans de comunicació; les entrevistes realitzades van revelar que la dona seguia sent una persona brillant, alegre, i amb sentit de l'humor. Mantenia una bona memòria i amb una mica d'ajuda encara era capaç de caminar. El març de 2016, la primera edició del Festival Internacional «Verbania for Women», va homenatjar Emma amb un espectacle i una obra teatral que narrava la seva vida a través de tres segles. Al final de la clausura, Emma Morano va ser la guanyadora del certamen. El 12 de maig de 2016, a l'edat de 116 anys i 165 dies, després de la mort de Susannah Mushatt Jones, es convertia en la degana de la humanitat, restant també l'última persona viva que havia nascut abans de 1900.
El 29 de novembre de 2016 va fer 117 anys (sent la sisena persona a aconseguir aquesta fita) i com sempre va celebrar el seu aniversari a la seva casa de Verbania. Durant el matí, puntual com cada any, va rebre el telegrama del President de la República, Sergio Mattarella:
| « | Estic particularment feliç de donar-li les meves més sinceres felicitacions pel seu aniversari número 117, una bella nova fita, tan excepcional que des del passat mes de maig, se li va donar oficialment el càrrec de la persona de més llarga vida al planeta. Per a vosté, l'últim testimoni del 800 (el segle xix), li dono, en nom de tots els italians, els més fervents desitjos de serenitat i de bon estat de salut. | » |

A la tarda, fins a l'alcaldesa de Verbania, Silvia Marchionini, la va visitar per compartir amb amics i familiars aquest event. A la nit, al Maggiore de Verbania, es va dur a terme un espectacle dedicat a ella, titulat «1899, va ser l'any», creuant la cultura històrica dels tres segles que havia viscut la dona. Morano va respondre a les preguntes sobre la seva salut, dient:
| « | Escric que estic bé, fins i tot el meu doctor ho diu. | » |

El 27 de desembre de 2016, a l'edat de 117 anys i 28 dies, es convertí en la cinquena persona més longeva (registrada) de tots els temps, superant la japonesa Misao Okawa (1898-2015).També es convertia en la persona de més edat (registrada) en el món, en el segle xxi, i del tercer mil·lenni. El 7 de març de 2017, en la vigília del dia de la dona, com la dona de més edat del món, rebia un regal d'una gran moneda d'or que recordava la lira italiana, en memòria del seu primer xec de pagament el 1915 de dues lires com a jornal. El 2 d'abril de 2017 aconseguia el rècord absolut de conservació del títol (ningú abans que ella havia mantingut el títol durant quatre anys).
Va morir el 15 d'abril de 2017, a la seva casa en Pallanza, a l'edat de 117 anys i 137 dies.